# Bearcats!
Bearcats! è una serie televisiva statunitense western in 14 episodi trasmessi per la prima volta nel corso di una sola stagione nel 1971. Venne prodotta dalla Filmways Inc. (reduce del successo de La famiglia Addams, Mister Ed, The Beverly Hillbillies, Green Acres e Petticoat Junction) e da Rodlor, di proprietà dell'attore protagonista Rod Taylor.

## Trama
Ambientata nel 1914, la serie ripercorre alcune vicende incentrate sull'uso, da parte dei protagonisti, di una Stutz Bearcat. 

## Episodi
| Numero | Titolo                       | Prima TV          |
| ------ | ---------------------------- | ----------------- |
| 1      | The Devil Wears Armor        | 16 settembre 1971 |
| 2      | Ground Loop at Spanish Wells | 23 settembre 1971 |
| 3      | Dos Gringos                  | 30 settembre 1971 |
| 4      | The Feathered Serpent        | 7 ottobre 1971    |
| 5      | Hostages                     | 14 ottobre 1971   |
| 6      | Conqueror's Gold             | 28 ottobre 1971   |
| 7      | Blood Knot                   | 4 novembre 1971   |
| 8      | Assault on San Saba          | 11 novembre 1971  |
| 9      | Bitter Flats                 | 18 novembre 1971  |
| 10     | Tiger! Tiger!                | 25 novembre 1971  |
| 11     | The Big Guns                 | 2 dicembre 1971   |
| 12     | The Return of Esteban        | 23 dicembre 1971  |
| 13     | Man in a Cage                | 30 dicembre 1971  |